# Liberty Heights
Pour plus de détails, voir Fiche technique et Distribution.
Liberty Heights, ou Souvenirs de Liberty Heights au Québec, est un film américain réalisé par Barry Levinson et sorti en 1999. C'est le 4e et dernier long métrage de ce qui constitue la série des « films Baltimore » du réalisateur, après Diner (1982), Les Filous (1987), Avalon (1990).

## Synopsis
À Baltimore, en 1954. Les États-Unis entrent dans une nouvelle ère et la famille Kurtzman va connaître, de nombreux changements, elle aussi. Ben, le fils cadet, a toujours vécu dans un milieu et un quartier exclusivement juif. Il va alors tomber amoureux de Sylvia, la seule élève noire de son lycée, contre l'avis du père de cette dernière, pour le motif de la couleur de peau (blanche) de Ben. De son côté, Van, le frère aîné de Ben, est éperdu de la belle et aristocratique Dubbie. Quant au père, il s'efforce de sauver son petit music-hall.

## Fiche technique
Sauf indication contraire, les informations mentionnées dans cette section peuvent être confirmées par la base de données cinématographiques IMDb,  présente dans la section « Liens externes ».

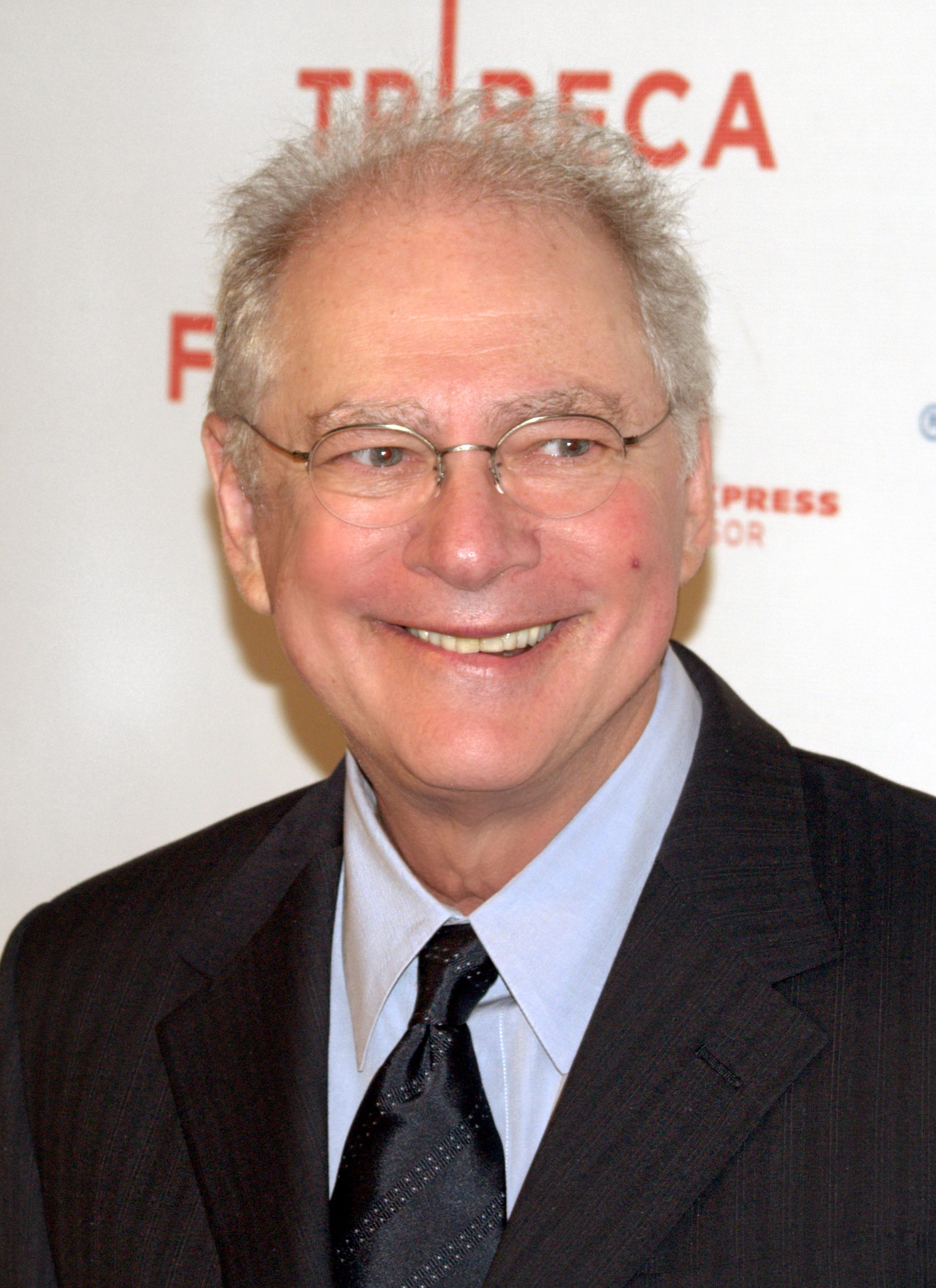
Barry Levinson, réalisateur, producteur et scénariste du film

- Titre original et français : Liberty Heights
- Titre québécois : Souvenirs de Liberty Heights
- Réalisation et scénario : Barry Levinson
- Direction artistique : Alan E. Muraoka
- Décors : Vincent Peranio
- Costumes : Gloria Gresham
- Photographie : Christopher Doyle
- Montage : Stu Linder
- Musique : Andrea Morricone
- Production : Barry Levinson et Paula Weinstein
  - Associée : Amy Solan et Michael Haley
  - Déléguée : Patrick McCormick
- Sociétés de production : Baltimore Pictures et Spring Creek Productions
- Société de distribution : Warner Bros.
- Budget : 11 millions de dollars
- Pays de production :  États-Unis
- Langue originale : anglais
- Format : couleur - 1,85:1 - 35 m - son Dolby Digital, DTS, SDDS
- Genre : drame
- Durée : 127 minutes
- Dates de sortie :
  - États-Unis : 17 novembre 1999
  - France : 15 novembre 2000
- Classification :
  - États-Unis : Restricted (R)[1] (interdit aux moins de 17 ans)

## Distribution
Sauf indication contraire, les informations mentionnées dans cette section peuvent être confirmées par la base de données cinématographiques IMDb,  présente dans la section « Liens externes ».
- Adrien Brody (VF : Stéphane Ronchewski ; VQ : Patrice Dubois) : Van Kurtzman
- Ben Foster (VF : Damien Witecka ; VQ : Martin Pensa) : Ben Kurtzman
- Orlando Jones (VF : Frantz Confiac ; VQ : Gilbert Lachance) : Little Melvin
- Bebe Neuwirth (VF : Pascale Vital ; VQ : Élise Bertrand) : Ada Kurtzman
- Joe Mantegna (VF : José Luccioni ; VQ : Manuel Tadros) : Nate Kurtzman
- Rebekah Johnson (VF : Edwige Lemoine ; VQ : Caroline Dhavernas) : Sylvia
- David Krumholtz (VF : Charles Pestel ; VQ : Martin Watier) : Yussel
- Richard Kline (VQ : Mario Desmarais) : Charlie, l'assistant de Nate
- Vincent Guastaferro (VF : Gabriel Ledoze) : Pete
- Justin Chambers (VF : Philippe Dumond) : Trey Tobelseted
- Carolyn Murphy (VF : Laura Blanc ; VQ : Nathalie Coupal) : Dubbie la Blonde
- James Pickens Jr. (VF : Jean-Paul Pitolin ; VQ : Widemir Normil) : le père de Sylvia
- Frania Rubinek (VF : Liliane Gaudet) : Grand-mère Rose
- Anthony Anderson (VF : José-Philippe Dalmat ; VQ : François L'Écuyer) : Scribbles
- Kiersten Warren : Annie
- Evan Neumann (VF : Adrien Antoine) : Sheldon
- Kevin Sussman (VF : Stéphane Marais) : Alan Joseph Zuckerman
- Gerry Rosenthal (VF : Damien Boisseau) : Murray
- Charley Scalies (VF : Mario Santini) : Louie
- Shane West (VF : Ludovic Baugin) : Ted
- Carlton J. Smith (VF : Jean-Paul Pitolin) : James Brown
- Al Brown (VF : Thierry Murzeau) : Bailiff
- Timothy J. Scanlin Jr. (VF : Fabrice Josso) : Nick
- Ralph Tabakin (VF : Richard Leblond) : Phil
- Doug Roberts (VF : Hervé Jolly) : l'assistant du D.A.
- Kenny Raskin (VF : Daniel Lafourcade) : le comique burlesque
- Jan Austell (VF : Richard Leblond) : le juge
- Katie Finneran (VF : Nathalie Karsenti) : Mme Johnson

 Source et légende : version française (VF) sur RS Doublage
 Source et légende : version québécoise (VQ) sur Doublage.qc.ca

## Distinctions
Source principale des distinctions :

### Nominations
- 2000 : nommé dans la catégorie Meilleur film au E. Pluribus Unum Award.
- 2000 : nommé dans la catégorie Meilleure actrice pour Rebekah Johnson aux Black Reel Awards

## Box-office
Pour son week-end d'ouverture aux États-Unis, le film rapporte 95 247 $ dans 4 salles. Il rapportera au total 3 736 868 $ sur le sol américain avec un maximum de 115 salles.

## Bande originale
Il existe 2 bandes originales du film : la première est composée de musiques écrites par Andrea Morricone, et la seconde composée de chansons entendues dans le film.
Par Andrea Morricone
1. Opening
2. Ben Denies Melvin
3. Down A Baltimore Street
4. Graduation
5. Nate With His Boys
6. Going To A Party
7. Inside The School
8. Patterson Park Story
9. The Swimming Pool
10. Youth Theme
11. Van And Trey
12. Walking To The Club
13. 100 000 $ Phone Call
14. On The Stage
15. Liberty Heights

Dans le film
1. Baby Eyes - Brenda Russell
2. Putting on the Dog - Tom Waits
3. Honey Don't - Carl Perkins
4. Darling, je vous aime beaucoup - Nat King Cole
5. Rock Island Line - Lonnie Donegan
6. Shake, Rattle and Roll - Big Joe Turner
7. If - Louis Armstrong
8. It's Over - Tom Waits
9. Chonnie-On-Chon - James Brown
10. Blue Moon - Elvis Presley
11. Please, Please, Please - James Brown
12. Young at Heart - Frank Sinatra
13. Stranger In Paradise - Tony Bennett
14. When Love Walked In - Brenda Russell